# انگرس
انگرس (به فرانسوی: Angresse) یک کمون در فرانسه است که در canton of Soustons واقع شده‌است. انگرس ۷٫۶۸ کیلومتر مربع مساحت دارد ۲۶ متر بالاتر از سطح دریا واقع شده‌است.